# Husband E. Kimmel
Husband Edward Kimmel (26 de fevereiro de 1882 – 14 de maio de 1968) foi um almirante de quatro estrelas da Marinha dos Estados Unidos que serviu como comandante-em-chefe da Frota do Pacífico dos Estados Unidos (CINCPACFLT) durante o ataque japonês a Pearl Harbor. Ele foi removido do comando após o ataque, em dezembro de 1941, e rebaixado à sua patente permanente de duas estrelas de almirante de esquadra, por não mais ocupar um cargo de quatro estrelas. Kimmel se aposentou da Marinha no início de 1942. O Senado dos Estados Unidos votou pela restauração de sua patente permanente para quatro estrelas em 1999, mas o presidente Clinton não agiu sobre a resolução, assim como nenhum de seus sucessores.

## Vida e carreira

### Primeiros anos
Husband Kimmel nasceu em Henderson, Kentucky, em 26 de fevereiro de 1882, filho de Sibella "Sibbie" Lambert Kimmel (1846–1919) e do major Manning Marius Kimmel (1832–1916), graduado em West Point que lutou pelo lado da União durante a Guerra Civil Americana antes de trocar de lado para o Exército dos Estados Confederados para lutar ao lado de seus vizinhos. Kimmel era descendente de Herman Husband.
Kimmel era conhecido por vários apelidos ao longo da vida: "Kim" e "Hubbie", contrações de seu nome e sobrenome, e mais tarde "Mustafa", este último uma referência a Mustafa Kemal Atatürk, devido à semelhança sonora (homofonia) entre "Kimmel" e "Kemal".
Casou-se com Dorothy Kinkaid (1890–1975), irmã do almirante Thomas C. Kinkaid, com quem teve três filhos: Manning, Thomas K. Kimmel e Edward R. Kimmel.

### Carreira naval
Kimmel formou-se em 1904 na Academia Naval dos Estados Unidos em Annapolis, Maryland. Um de seus colegas de classe foi o futuro almirante da frota William Halsey. De 1906 a 1907, serviu em vários navios de guerra no Caribe. Em 1907, foi designado para o USS Georgia durante sua participação na viagem ao redor do mundo da Grande Frota Branca. Kimmel então serviu na ocupação estadunidense de Veracruz, no México, durante a qual foi ferido em abril de 1914.
Em 1915, foi brevemente nomeado ajudante do Secretário Adjunto da Marinha Franklin D. Roosevelt. Durante a Primeira Guerra Mundial, Kimmel serviu como oficial de artilharia de esquadrão na 9.ª Divisão de Couraçados dos EUA, que atuou como o 6.º Esquadrão de Batalha da Grande Frota britânica. Após a guerra, serviu como oficial executivo a bordo do couraçado USS Arkansas, depois em Washington, D.C., e nas Filipinas, além de comandar duas divisões de contratorpedeiros antes de atingir a patente de capitão em 1926, após concluir o curso superior no Naval War College.
De 1926 a 1937, Kimmel ocupou vários cargos no Departamento da Marinha dos Estados Unidos, além de comandar um esquadrão de contratorpedeiros e o couraçado USS New York.
Em 1937, foi promovido à patente de almirante de esquadra. Nessa função, comandou a 7.ª Divisão de Cruzadores em uma missão diplomática à América do Sul e, em 1939, tornou-se comandante dos Cruzadores da Força de Batalha.

### Pearl Harbor
Após o almirante James O. Richardson ser removido do comando em fevereiro de 1941, em parte por protestar que a Frota do Pacífico, se baseada em Pearl Harbor, no Havaí, seria o primeiro alvo lógico em caso de guerra com o Japão, Kimmel foi nomeado em seu lugar como Comandante-em-chefe da Frota dos Estados Unidos (CINCUS). Kimmel também foi nomeado Comandante-em-chefe da Frota do Pacífico dos Estados Unidos (CINCPACFLT), cargo restabelecido em 1 de fevereiro de 1941, quando a Ordem Geral 143 foi emitida, e Kimmel assumiu o comando com a patente temporária de almirante a partir dessa data. Kimmel ganhou reputação como um trabalhador árduo que inspirava subordinados, mas alguns depois o criticaram por excesso de atenção a detalhes, alegando que isso demonstrava falta de autoconfiança. Esses críticos afirmavam que Kimmel constantemente revisitava tarefas mínimas que já havia feito, quando poderia ter delegado o trabalho a outros.
Por outro lado, o oficial de artilharia da frota de Kimmel, Willard Kitts, testemunhou mais tarde que, sob sua liderança, "a eficiência e o treinamento da Frota estavam no nível mais alto". William "Bull" Halsey, que em 1941 comandou um dos grupos de porta-aviões da Frota do Pacífico e ascendeu durante a guerra a almirante da frota de cinco estrelas, descreveu Kimmel como "o homem ideal para o cargo".A base da frota havia sido transferida de sua sede tradicional em San Diego, Califórnia, para Pearl Harbor, Havaí, em maio de 1940. Richardson foi removido do comando por sua oposição vocal a essa mudança e por preocupações com a vulnerabilidade da frota. Em 18 de fevereiro de 1941, Kimmel escreveu ao Chefe de Operações Navais (CNO), almirante Harold Raynsford Stark:

Sinto que um ataque surpresa (submarino, aéreo ou combinado) a Pearl Harbor é uma possibilidade, e estamos tomando medidas práticas imediatas para minimizar os danos causados e para garantir que a força atacante pague.
Em 18 de abril de 1941, Kimmel escreveu ao CNO solicitando recursos adicionais para a construção de bases em Wake Island e para um batalhão de defesa dos Fuzileiros Navais ser estacionado lá. Em 19 de agosto, a primeira guarnição permanente de fuzileiros navais foi designada. A Estação Aérea Naval de Midway foi comissionada em agosto após a conclusão das pistas e estruturas de apoio, e uma guarnição de fuzileiros navais foi designada pouco depois. Em novembro, Kimmel ordenou que o USS Enterprise transportasse caças e pilotos de fuzileiros navais para Wake Island para reforçar a guarnição, e que o USS Lexington partisse de Pearl Harbor em 5 de dezembro para transportar bombardeiros de mergulho para Midway. Por causa dessas missões, nenhum dos porta-aviões estava em Pearl Harbor durante o ataque japonês.O ataque japonês a Pearl Harbor ocorreu em um ataque aéreo em 7 de dezembro de 1941 e causou a morte de 2.403 militares e civis americanos. Edwin T. Layton relatou que, durante o ataque:

Kimmel ficou parado na janela de seu escritório na base de submarinos, com o maxilar cerrado em angústia petrificada. Enquanto assistia ao desastre do outro lado do porto se desenrolar com fúria terrível, uma bala perdida de metralhadora .50 atravessou o vidro. Ela roçou o almirante antes de cair no chão com um estrondo. Cortou seu paletó branco e deixou um vergão em seu peito. "Teria sido misericordioso se ela me tivesse matado", murmurou Kimmel a seu oficial de comunicações, comandante Maurice "Germany" Curts.
Em The World at War, um militar da Marinha — que estava ao lado do almirante Kimmel durante o ataque — lembrou que, enquanto Kimmel observava a destruição da frota, ele arrancou suas insígnias de quatro estrelas em aparente reconhecimento do fim iminente de seu comando.

### Após Pearl Harbor
Kimmel foi removido do comando dez dias após o ataque. Na época, ele planejava e executava medidas de retaliação, incluindo um esforço para reforçar e socorrer Wake Island que poderia ter levado a um confronto precoce entre as forças de porta-aviões americanas e japonesas. O vice-almirante William S. Pye (Comandante da Força de Batalha da Frota do Pacífico) tornou-se CINCPACFLT interino em 17 de dezembro. Ele tinha reservas sobre o plano de Kimmel e decidiu que a operação em Wake Island era arriscada demais, ordenando o recall da força de socorro. O almirante Chester W. Nimitz assumiu como CINCPACFLT em 31 de dezembro e, nessa época, Wake Island já havia sido invadida e ocupada pelos japoneses. O comando de CINCUS de Kimmel foi reassumido pelo almirante Ernest J. King (na época Comandante-em-chefe da Frota do Atlântico dos EUA [CINCLANTFLT]) em um papel expandido durante a guerra como Comandante-em-chefe da Frota dos Estados Unidos (com o novo acrônimo de COMINCH), que também seria combinado com a subsequente nomeação de King como Chefe de Operações Navais.
Em 1942, a Comissão Roberts, nomeada pelo presidente Franklin D. Roosevelt para investigar o ataque, determinou que Kimmel e seu homólogo, o general do Exército Walter Short, eram culpados de erros de julgamento e negligência no cumprimento do dever nos eventos que levaram ao ataque. Kimmel defendeu suas decisões em várias audiências, testemunhando que informações importantes não haviam sido disponibilizadas a ele.
Após a morte do secretário Knox em abril de 1944, seu sucessor James V. Forrestal ordenou que um Tribunal Naval de Inquérito fosse convocado para investigar os fatos relacionados ao ataque japonês a Pearl Harbor e avaliar qualquer culpa atribuível a membros da Marinha. O tribunal consistia no almirante Adolphus Andrews; no almirante Orin G. Murfin, que serviu como presidente do tribunal, e no almirante Edward C. Kalbfus. O tribunal foi convocado em 24 de julho de 1944 e realizou sessões diárias em Washington, D.C., São Francisco e Pearl Harbor. Após entrevistar inúmeras testemunhas, concluiu seus trabalhos em 19 de outubro de 1944. Seu relatório ao Departamento da Marinha isentou amplamente Kimmel. O tribunal concluiu que as decisões de Kimmel haviam sido corretas, dadas as informações limitadas disponíveis a ele, mas criticou o então Chefe de Operações Navais Harold R. Stark por não avisar Kimmel de que a guerra era iminente. O tribunal concluiu que "com base nos fatos estabelecidos, o tribunal é da opinião de que nenhum crime foi cometido nem culpa grave incorrida por qualquer pessoa ou pessoas no serviço naval". Como as conclusões do tribunal revelavam implicitamente que os criptógrafos americanos haviam quebrado os códigos japoneses, um segredo crítico de guerra, o relatório do tribunal não foi divulgado publicamente até o final da guerra.
Ao revisar o relatório, Forrestal considerou que o tribunal havia sido muito brando ao atribuir culpa pelo desastre. O tribunal havia concluído que o Exército e a Marinha haviam cooperado adequadamente na defesa de Pearl Harbor; que não havia informações indicando que os porta-aviões japoneses estavam a caminho de atacar Pearl Harbor; e que o ataque havia sido bem-sucedido principalmente devido ao torpedo aéreo, uma arma secreta cujo uso não poderia ter sido previsto. Forrestal rejeitou todas essas conclusões, julgando que Kimmel poderia ter feito mais com as informações que tinha para prevenir ou mitigar o ataque. Forrestal concluiu que tanto Kimmel quanto Stark haviam "deixado de demonstrar o julgamento superior necessário para exercer um comando compatível com sua patente e suas funções atribuídas".
Kimmel se aposentou no início de 1942 e trabalhou para a empreiteira militar Frederic R. Harris, Inc. após a guerra. Na aposentadoria, Kimmel viveu em Groton, Connecticut, onde morreu em 14 de maio de 1968.
Seu filho, Manning, morreu após o submarino que comandava, o USS Robalo, ser afundado perto de Palawan em ou por volta de 26 de julho de 1944. A família Kimmel foi informada na época que Manning havia afundado com seu navio. Embora se acreditasse amplamente que Manning Kimmel morreu a bordo de seu submarino, várias fontes (incluindo o almirante Ralph Waldo Christie, comandante das operações de submarinos em Fremantle na época) afirmaram após a guerra que Manning foi um dos poucos sobreviventes de seu submarino, tendo sido arrastado para fora do navio enquanto ele afundava após atingir uma mina. Segundo essas fontes, Manning foi capturado por forças japonesas e, junto com vários outros sobreviventes do USS Robalo, foi empurrado para uma vala, encharcado com gasolina e queimado vivo por seus captores, enfurecidos por um recente ataque aéreo americano.